# Desa Sambirejo (administrativ by i Indonesien, Yogyakarta, lat -7,81, long 110,73)
Desa Sambirejo är en administrativ by i Indonesien.   Den ligger i provinsen Yogyakarta, i den västra delen av landet, 500 km öster om huvudstaden Jakarta.